# Sianto Sikawa
Marley Sianto Sikawa (sinh năm 1990), còn được gọi là Sianto Sitawa, là một chuyên gia tiếp thị và truyền thông Kenya, làm điều phối viên tiếp thị du lịch cho Hạt Narok, một trong 47 quận của Kenya.

## Tuổi thơ và giáo dục ban đầu
Sianto Sikawa được sinh ra ở Narok, thuộc quận Narok, cách khoảng 141 kilômét (88 mi) theo đường bộ so với phía tây Nairobi, thủ đô của Kenya. Gia đình cô thường xuyên di chuyển và cô lớn lên ở Narok, Maasai Mara, Sekenani và Loita.
Sau khi theo học tại các trường tiểu học và trung học địa phương, cô được nhận vào Đại học Daystar, Nairobi, nơi cô tốt nghiệp với bằng Cử nhân Nghệ thuật Truyền thông, Truyền thông Điện tử & Quan hệ Công chúng. Sau đó, cô đăng ký vào Đại học Quốc tế Hoa Kỳ Châu Phi, cũng tại Nairobi, nơi cô theo đuổi bằng thạc sĩ nghệ thuật về quan hệ quốc tế.

## Nghề nghiệp
Kể từ tháng 9 năm 2018, Sianto Sitawa được chính phủ của quận Narok thuê, làm điều phối viên tiếp thị du lịch. Cô cũng hoạt động trong cộng đồng của mình, nơi cô đã giúp phụ nữ địa phương truy cập điện mặt trời thông qua Naretoi Ang ', một tổ chức phi lợi nhuận vận hành các dự án' Solar for Manyatta 'trong cộng đồng.

## Gia đình
Sikawa là mẹ của một cô con gái.

## Những thành tựu khác
Vào tháng 9 năm 2018, Business Daily Africa, một người Kenya, tiếng Anh, báo hàng ngày, có tên Sianto Sikawa, trong số "Top 40 phụ nữ dưới 40 tuổi ở Kenya năm 2018". Trong quá khứ, Sianto đã giành chiến thắng trong Cuộc thi sắc đẹp Miss Narok.
Năm 2015, ở tuổi 24, cô Sikawa đã đăng quang Hoa hậu Du lịch Hạt Narok và Hoa hậu Du lịch Kenya. Cô cũng đã trình diễn trên sàn catwalk tại Tuần lễ thời trang New York 2015, làm người mẫu cho các bộ sưu tập Xuân / Hè 2015 của nhà mốt quốc tế Tamil.